# آلهة التثليث الحضري
عبد سكان الحضر تثليثاً خاصاً بمدينتهم وهم الإله مرن (سيدنا) والإلهة مرتن (سيدتنا) والإله برمرين (ابن سيدينا) أي الأب والأم والابن، وقد سمي بالتثليث تمييزاً له عن الثالوث؛ لأنهم لم يندمجوا في إله واحد أي لم يصلوا مرحلة التوحيد.